# Ectropothecium yasudae
Ectropothecium yasudae är en bladmossart som beskrevs av Brotherus 1928. Ectropothecium yasudae ingår i släktet Ectropothecium och familjen Hypnaceae. Inga underarter finns listade i Catalogue of Life.